# Diplonemea
Classe
Les Diplonemea sont une classe de protistes de l’embranchement des Euglenozoa.

## Liste des ordres
Selon GBIF (28 juin 2024) :
- Diplonemida Cavalier-Smith, 1993

## Systématique
Le nom valide de ce taxon est Diplonemea.